# Os Amantes (banda)
Os Amantes é um projeto musical brasileiro da cantora Jaloo e da banda Strobo. O grupo lançou seu primeiro single, intitulado "Ninguém", no dia 13 de março de 2020, em todas as plataformas digitais. A música é uma ode ao amor e a auto-descoberta, e marca o início da colaboração que antecipa o lançamento do álbum do projeto.

## História
A ideia de unir esses dois universos musicais surgiu de forma natural, durante uma conversa entre Jaloo e os integrantes da Strobo. Segundo o cantor, quando começaram a criar juntos, perceberam que o som que estavam fazendo não se encaixava exatamente em nenhum dos projetos individuais. Foi então que ele brincou: "gente, é um filho de nós três!". E assim nasceu Os Amantes.
Para criar a sonoridade do projeto, os músicos se inspiraram em nomes da música brasileira como Caetano Veloso, Gal Costa, Maria Bethânia e Os Mutantes. Para os integrantes da banda, a parceria tem um caráter de relacionamento amoroso em todos os níveis. Segundo Arthur Kunz, Os Amantes é como um namoro, onde às vezes vem alguém que consegue extrair o nosso melhor. Para Léo Chermont, a união traz leveza para a vida e para o som dos músicos.

## Discografia

### Álbuns de estúdio
- Os Amantes[5]
  - Os Amantes (Deluxe)[6]